# عباس دوزدزاني
عباس دوزدزاني (الفارسية: عباس دوزدوزانی) كان سياسيًا وقائدًا عسكريًا إيرانيًا، ينحدر من أذربيجان الجنوبية (الإيرانية)، وهو مؤسس وأول قائد للحرس الثوري الإيراني. كما خدم في حكومة محمد علي رجائي، وشغل منصب وزير الثقافة والإرشاد الإسلامي من عام 1980 إلى عام 1981 م.